# ポーリーン・パーマー
ポーリーン・レナーズ・パーマー（Pauline Lennards Palmer、1867年 - 1938年8月15日）はアメリカ合衆国の画家である。

## 略歴
イリノイ州のマクヘンリー郡で商人の家に生まれた。両親はドイツ移民で、ドイツ語環境の中で育った。1891年に、医師のアルバート・パーマーと結婚した。芸術に理解のある夫に励まされて1892年からシカゴの美術学校(Art Institute of Chicago) でウィリアム・メリット・チェイス、フランク・ドゥフェネク、ケニス・ヘィズ・ミラーに学んだ 。さらに修行するために1900年にパリに渡り、アカデミー・コラロッシやグランド・ショミエール芸術学校で学び、アメリカ出身の画家、リチャード・E・ミラーからも学んだ 。1902年にアメリカに戻り、シカゴにスタジオを開いた。1903年から数度、サロン・ド・パリに出展し、1911年にはナポリの展覧会にも出展した。
1919年にシカゴ芸術家協会(Chicago Society of Artists)の会長に女性として初めて選ばれ、1920年に協会の銀メダルを受賞した。シカゴ水彩画家協会などシカゴの多くの美術団体の会員として活動した。
1938年にイギリスからスカンジナビアを旅した時、ノルウェーで肺炎となって死去した。

## 作品

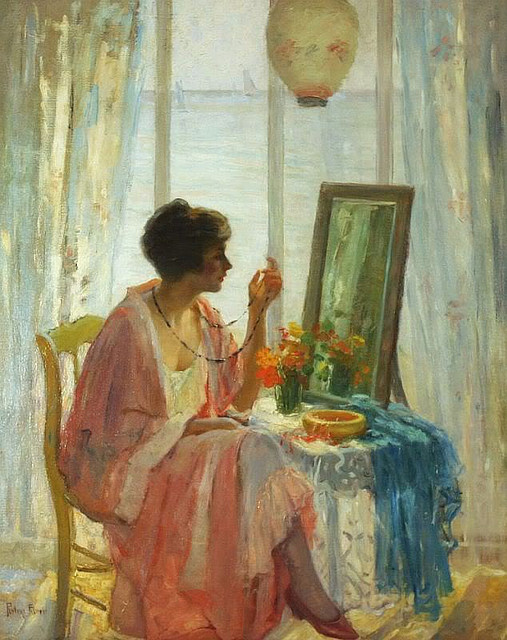
The Morning Sun
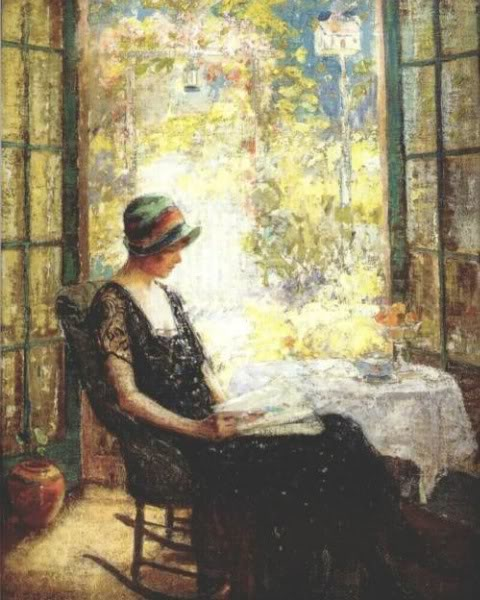
From my Studio Window
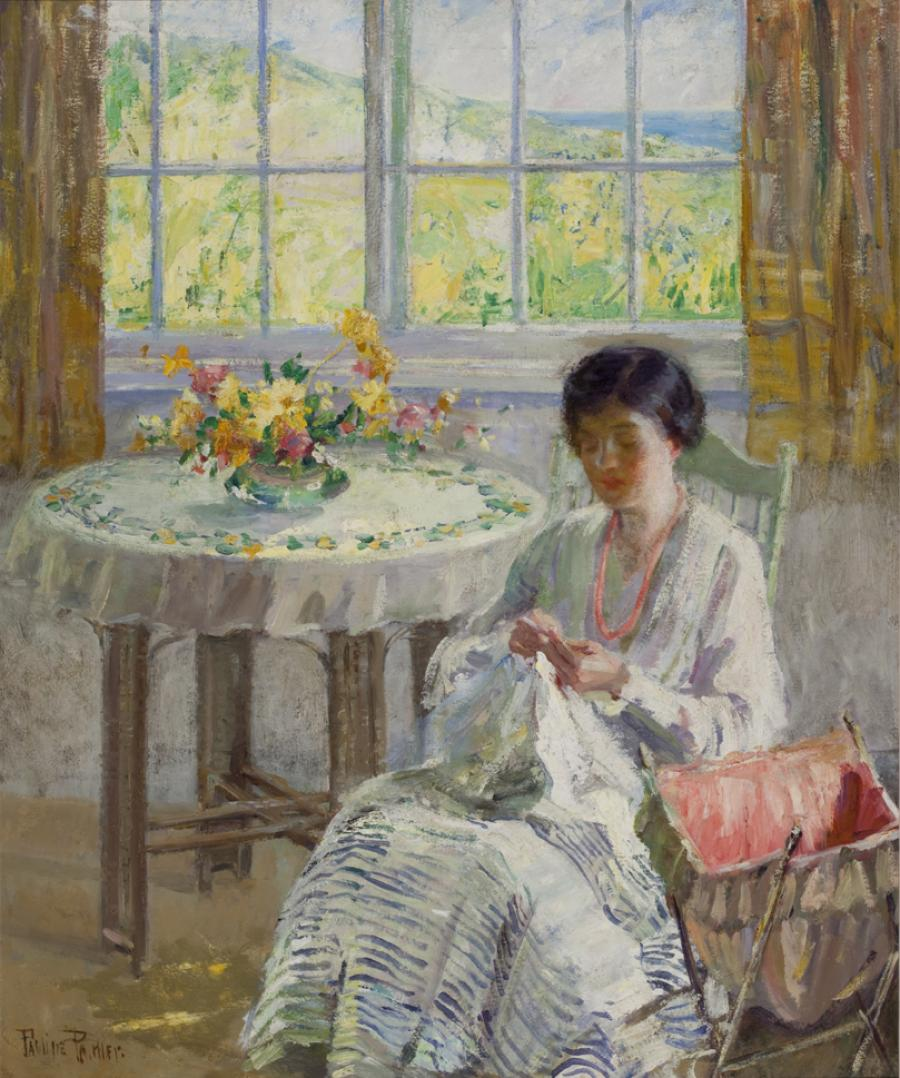
Sewing
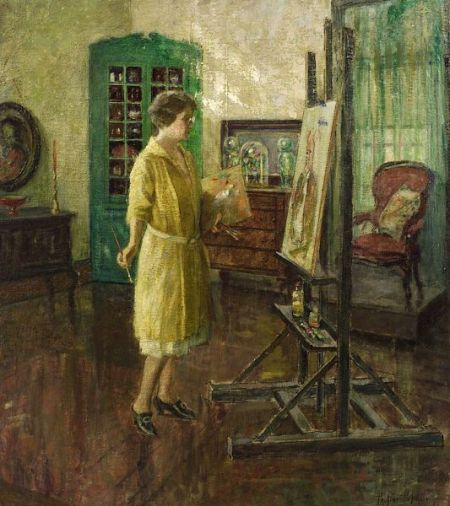
Selfportrait in the Studio
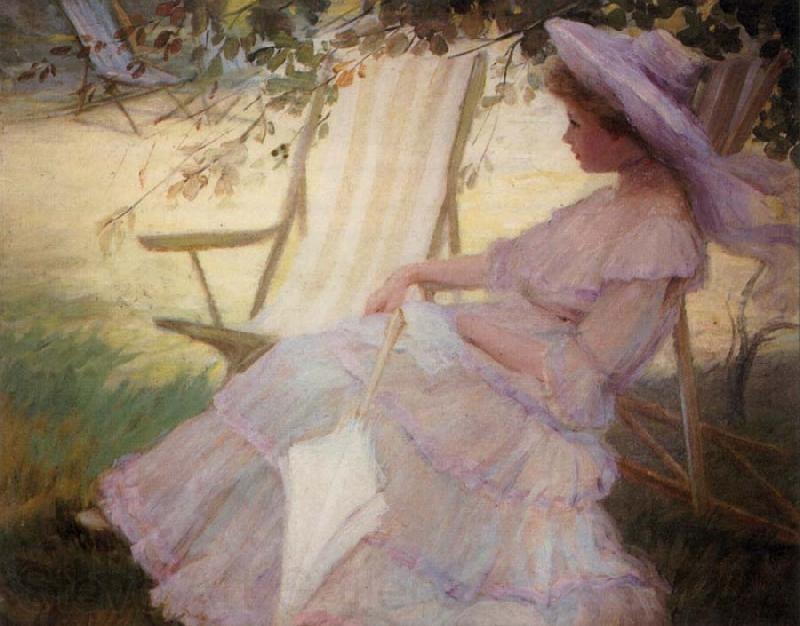
Thougtfull Interlude
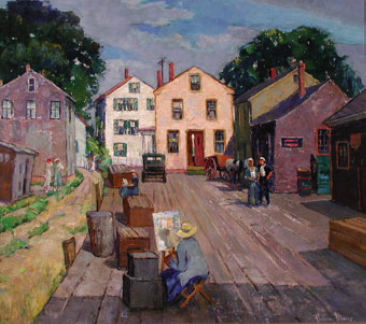
Lumber Wharf, Provincetown
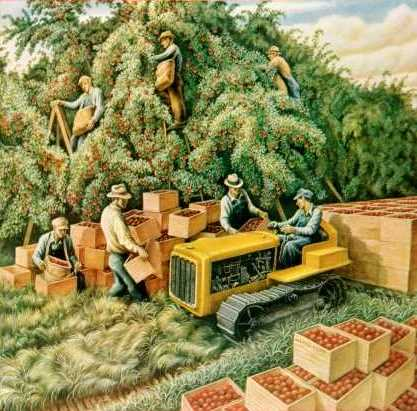
Apple Pickers
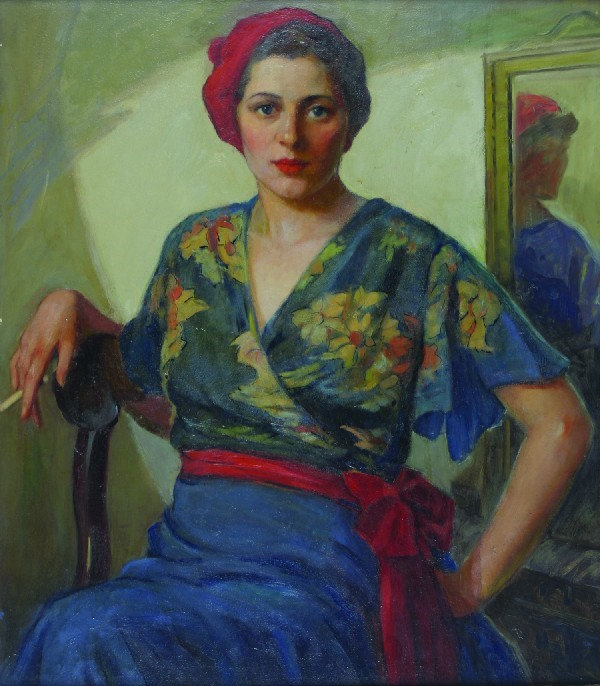
Cigarette